# Marcos Sanza Arranz
Marcos Sanza Arranz (ur. 14 stycznia 1977 w Aranda de Duero) – andorski lekkoatleta.
Jest wielokrotnym medalistą igrzysk małych państw Europy. W 2007 zdobył brązowy medal w biegu na 5000 m z czasem 14:32,71 s, w 2009 wywalczył srebro na 5000 m z czasem 15:06,59 s i brąz na 10000 m z czasem 31:58,71 s, w 2011 zdobył srebrny medal na 10000 m z czasem 31:03,07 s i brązowy medal na 5000 m z czasem 14:50,24 s, w 2013 wywalczył złoto na 10000 m i brąz na 5000 m, natomiast w 2015 zdobył złoty medal na 10000 m z czasem 30:59,42 s i srebrny na 5000 m z czasem 14:48,34 s. W 2019 zdobył brąz na 5000 m z czasem 14:49,54 s.
W 2014 został wybrany sportowcem roku w Andorze.

## Rekordy życiowe
Na podstawie:
- 3000 m – 8:25,59 s ( Palafrugell, 26 maja 2007)
- 5000 m – 14:19,68 s ( Barcelona, 1 czerwca 2008)
- 10000 m – 29:30,31 s ( Huelva, 11 kwietnia 2015)
- 10 km – 30:06 ( Barcelona, 31 grudnia 2014)
- półmaraton – 1:05:04 ( Granollers, 3 lutego 2008) – rekord Andory[14]
- maraton – 2:16:59 ( Amsterdam, 19 października 2014)